# Конрад Алберт д'Урсел
Конрад Алберт Карл д'Урсел-Хобокен (на френски: Conrard Albert Charles d'Ursel et d' Hoboken; * 10 февруари 1663 или 1665, Брюксел, Белгия; † 3 май 1738, Намюр) е 1. херцог на Урсел (1716 – 1738), от 1717 г. и на Хобокен (при Антверпен) в Белгия, генерал (1696), през 1718 г. губернатор на Намюр, маршал на Брабант (1726 – 1738).

## Живот
Той е син на граф Франсоаз д'Урсел (1626 – 1696) и съпругата му Хонорина Мария Доротея де Хорнес (1637 – 1694), дъщеря на Амброос ван Хорне (1609 – 1656), губернатор на Намен и Артесие.
Конрад Алберт участва при Леополд I в Голямата война против турците (1683 – 1699). Той служи в испанската войска и става 1696 г. генерал.

## Фамилия
Конрад д'Урсел-Хобокен се жени на 17 август 1713 г. за принцеса Елеонора Кристина Елизабет фон Залм (* 14 март 1678; † 23 март 1737, Брюксел), дъщеря на княз Карл Теодор Ото фон Залм (1645 – 1710) и пфалцграфиня Луиза Мария фон Пфалц-Зимерн (1646 – 1679). Те имат децата:
- дете (*/† 2 май 1715)
- Карл фон Урсел (* 26 юни 1717; † 11 януари 1775, Брюксел), 2. херцог на Урсел и Хобокен, маршал на Брабант, 1771 – рицар на Ордена на Златното руно, женен на 15 август 1740 г. за принцеса Мария Елеонора фон Лобковиц (* 17 октомври 1721; † 9 май 1756)
- Беноате/Бенедикта Шарлота (* 5 февруари 1719; † 11 март 1778, Гент), графиня, омъжена на 5 декември 1738 г. за херцог Францоаз/Франц Алберт Карл/Карел де Бурнонвил (* 15 февруари 1710; † 1769, Виена)